# Мерб льо Шато
Мерб льо Шато (на френски: Merbes-le-Château) е селище в Югозападна Белгия, окръг Тюен на провинция Ено. Населението му е около 4100 души (2006).